# گالاگدارا (استان مرکزی)
گالاگدارا (به لاتین: Galagedara) یک منطقهٔ مسکونی در سری‌لانکا است.